# Diócesis de Hallam
La diócesis de Hallam (en latín: Dioecesis Hallamensis y en inglés: Roman Catholic Diocese of Hallam) es una circunscripción eclesiástica de la Iglesia católica en el Reino Unido. Se trata de una diócesis latina, sufragánea de la arquidiócesis de Liverpool. Desde el 20 de mayo de 2014 su obispo es Ralph Heskett, de la Congregación del Santísimo Redentor.

## Territorio y organización
La diócesis tiene 1030 km² y extiende su jurisdicción sobre los fieles católicos de rito latino residentes en Inglaterra en un área antiguamente llamada Hallamshire, de donde deriva el nombre de Hallam atribuido a la diócesis. Esta área corresponde al condado de Yorkshire del Sur y a porciones de los condados de Derbyshire y de Nottinghamshire.
La sede de la diócesis se encuentra en la ciudad de Sheffield, en donde se halla la Catedral de Santa María.
En 2023 en la diócesis existían 52 parroquias agrupadas en 6 decanatos: Barnsley, Bassetlaw, Chesterfield, Doncaster, Rotherham y Sheffield.

## Historia
La diócesis fue erigida el 30 de mayo de 1980 mediante la bula Qui arcano Dei del papa Juan Pablo II, obteniendo el territorio de las diócesis de Leeds y Nottingham.
No tomó el nombre de diócesis de Sheffield debido a las disposiciones del Acta de Ayuda Católica de 1829 que prohíbe el establecimiento de diócesis católicas (o de otra Iglesia) con el mismo nombre que las diócesis anglicanas existentes, ya que ya existe una diócesis anglicana de Sheffield desde 1914.

## Estadísticas
Según el Anuario Pontificio 2024 la diócesis tenía a fines de 2023 un total de 65 735 fieles bautizados.
| Año                                                                             | Población            | Población | Población      | Sacerdotes | Sacerdotes    | Sacerdotes    | Bautizados por sacerdote | Diáconos permanentes | Religiosos | Religiosos | Parroquias |
| Año                                                                             | Bautizados católicos | Total     | % de católicos | Total      | Clero secular | Clero regular | Bautizados por sacerdote | Diáconos permanentes | Varones    | Mujeres    | Parroquias |
| ------------------------------------------------------------------------------- | -------------------- | --------- | -------------- | ---------- | ------------- | ------------- | ------------------------ | -------------------- | ---------- | ---------- | ---------- |
| 1980                                                                            | ?                    | 1 500 000 | ?              | 113        | 89            | 24            | ?                        |                      |            |            | 61         |
| 1990                                                                            | 69 995               | 1 506 000 | 4.6            | 97         | 82            | 15            | 721                      |                      | 16         | 139        | 65         |
| 1999                                                                            | 69 809               | 1 500 000 | 4.7            | 91         | 76            | 15            | 767                      | 2                    | 16         | 97         | 65         |
| 2000                                                                            | 69 000               | 1 500 000 | 4.6            | 92         | 77            | 15            | 750                      | 3                    | 16         | 97         | 65         |
| 2001                                                                            | 67 589               | 1 500 000 | 4.5            | 88         | 73            | 15            | 768                      | 3                    | 16         | 97         | 65         |
| 2002                                                                            | 65 601               | 1 500 000 | 4.4            | 88         | 73            | 15            | 745                      | 5                    | 16         | 97         | 65         |
| 2003                                                                            | 65 871               | 1 500 000 | 4.4            | 87         | 72            | 15            | 757                      | 6                    | 16         | 93         | 65         |
| 2004                                                                            | 66 000               | 1 500 000 | 4.4            | 89         | 74            | 15            | 741                      | 7                    | 16         | 97         | 65         |
| 2006                                                                            | 62 559               | 1 504 000 | 4.2            | 70         | 65            | 5             | 893                      | 8                    | 5          | 87         | 65         |
| 2013                                                                            | 60 188               | 1 569 000 | 3.8            | 61         | 61            |               | 986                      | 14                   |            | 56         | 60         |
| 2016                                                                            | 61 000               | 1 589 000 | 3.8            | 49         | 49            |               | 1244                     | 18                   |            | 44         | 62         |
| 2019                                                                            | 65 000               | 1 607 700 | 4.0            | 51         | 51            |               | 1274                     | 19                   |            | 37         | 53         |
| 2021                                                                            | 65 500               | 1 620 150 | 4.0            | 51         | 51            |               | 1284                     | 19                   |            | 34         | 53         |
| 2023                                                                            | 65 735               | 1 625 660 | 4.0            | 56         | 48            | 8             | 1173                     | 16                   | 8          | 30         | 52         |
| Fuente: Catholic-Hierarchy, que a su vez toma los datos del Anuario Pontificio. |                      |           |                |            |               |               |                          |                      |            |            |            |

## Episcopologio

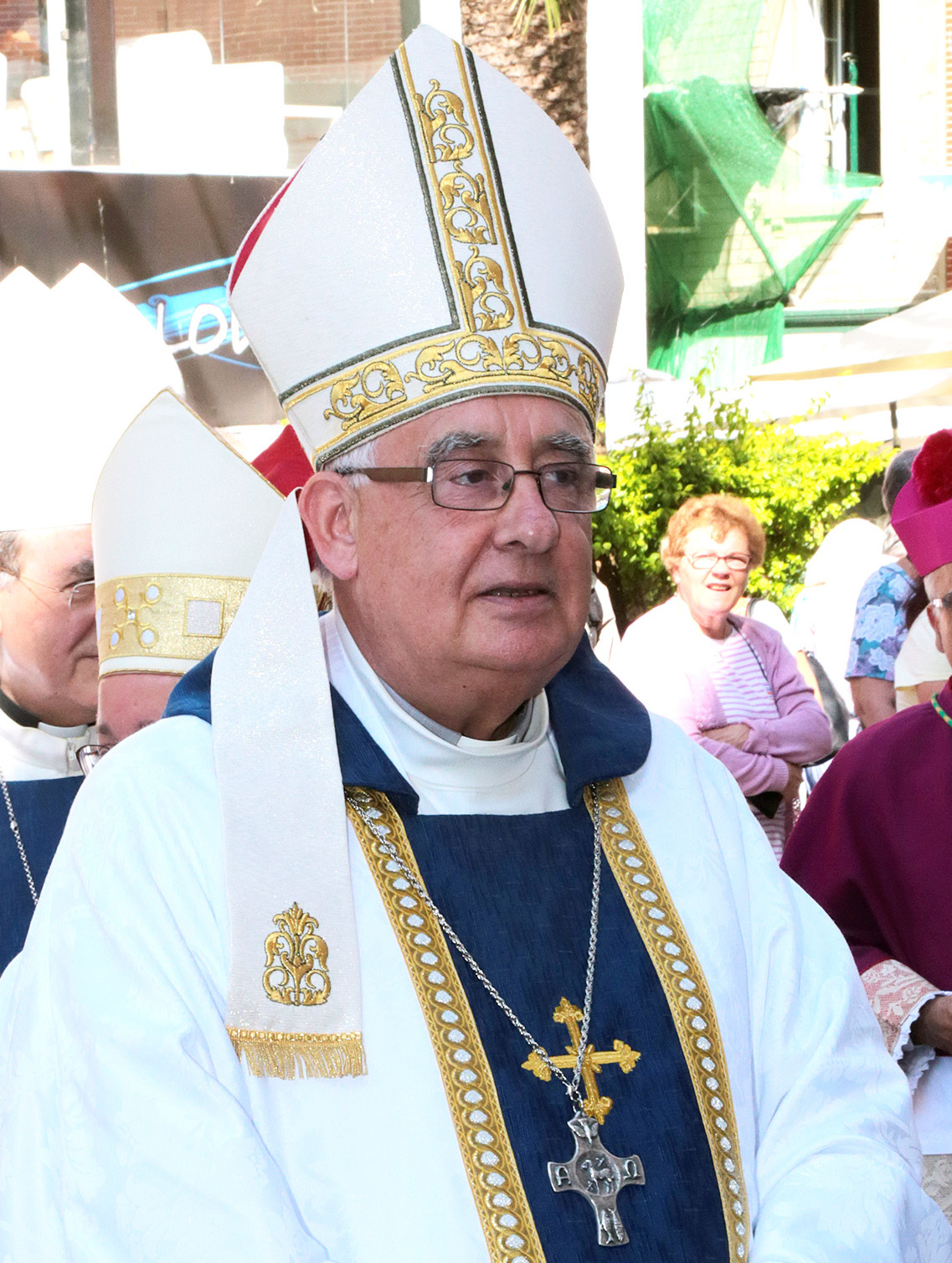
Ralph Heskett, obispo de Hallam desde 2014

- Gerald Moverley † (30 de mayo de 1980-9 de julio de 1996 retirado)
- John Rawsthorne (4 de junio de 1997-20 de mayo de 2014 retirado)
- Ralph Heskett, C.SS.R., desde el 20 de mayo de 2014